# Pseuderosia desmierdechenoni
Pseuderosia desmierdechenoni is een vlinder uit de familie van de eenstaartjes (Drepanidae). De wetenschappelijke naam van de soort is voor het eerst geldig gepubliceerd in 1998 door Holloway.